# Richmond (Victoria)

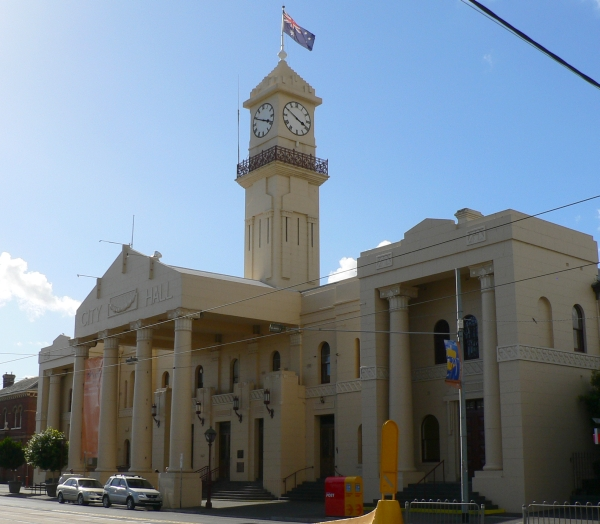
Richmond Town Hall.

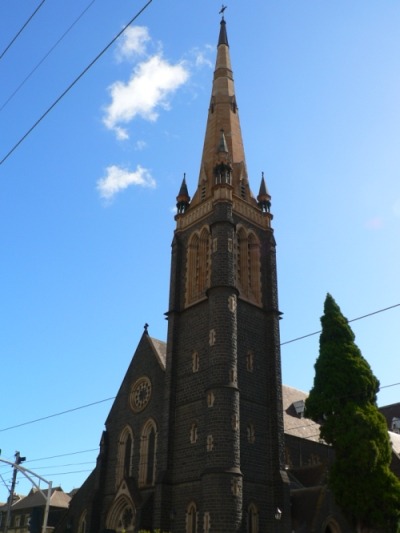
St Ignatius' Church, Church Street, Richmond.

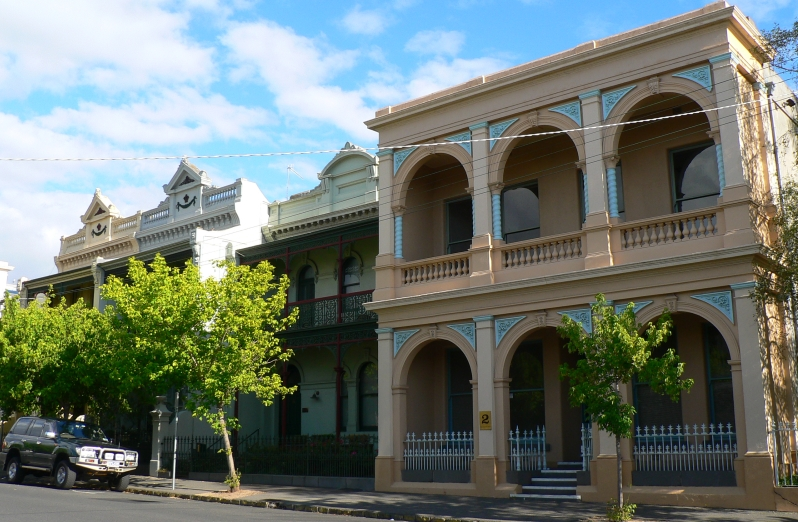
Woonhuizen aan Erin Street, Richmond, Victoria.

Richmond is een buitenwijk van de stad Melbourne in Victoria, Australië. Richmond bevindt zich twee kilometer ten zuiden van het zakendistrict van Melbourne. Het lokale bestuurlijke gebied van Richmond is Yarra City. In 2006 was het inwoneraantal van Richmond 22.475.

## Overzicht
In Richmond bevindt zich het winkelcentrum Victoria Gardens, de voormalige elektriciteitscentrale Richmond Power Station (opgenomen in het Victorian Heritage Register) en de Richmond Town Hall.
Richmond is de thuisbasis van het Australisch voetbal spelende Richmond Football Club, bijgenaamd The Tigers, dat haar thuiswedstrijden speelt in de Melbourne Cricket Ground. Voorheen was dit op het Punt Road Oval waar het team anno 2010 traint. In Richmond bevindt zich ook de voetbalclub Richmond SC dat het Kevin Bartlett Reserve in Burnley als thuisbasis heeft.
In Richmond bevindt zich ook een vestiging van Epworth Hospital en het psychiatrische ziekenhuis The Melbourne Clinic, onderdeel van de Universiteit van Melbourne.
Het Melba Memorial Conservatorium of Music is een muziekschool aan York Street. Het instituut is vernoemd naar de sopraan Nellie Melba en het is verbonden aan de Victoria-universiteit.
Er zijn verscheidene kerken in Richmond: de St Ignatius' Church aan Church Street, de St Stephen's Anglican Church, een vestiging van de Uniting Church en een Grieks-orthodoxe kerk. Andere kerken zijn de Bridge Church en de Richmond Assembly of God, onderdeel van Assemblies of God.
In Richmond kan men allerlei Vietnamese restaurants vinden.

## Vervoer
In Richmond bevindt zich het gelijknamige treinstation waarlangs de treinverbindingen naar de oostelijke en zuidoostelijke buitenwijken lopen, namelijk de Pakenham-lijn, Cranbourne-lijn, Frankston-lijn, Lilydale-lijn, Belgrave-lijn, Glen Waverley-lijn, Sandringham-lijn en Alamein-lijn. Andere treinstations in Richmond zijn Burnley, North Richmond, East Richmond en West Richmond.

## Personen
- Nellie Melba (geboren in Richmond)